# أم البلابيل (ويس)
أم البلابیل (بالفارسية: ام‌البلابیل) هي منطقة سكنية تقع في إيران في قسم ويس الريفي. يقدر عدد سكانها بـ 164 نسمة بحسب إحصاء 2016.